# River: The Joni Letters
Albums de Herbie Hancock
Possiblilities
(2005) The Imagine Project
(2010)
River: The Joni Letters est le 47e album studio de Herbie Hancock. Il est sorti le 25 septembre 2007 chez Verve Records.  Cet album est un hommage à Joni Mitchell, une associée et amie de longue date de Hancock.  Hancock et le saxophoniste Wayne Shorter ont collaboré précédemment ensemble avec Mitchell sur son album de 1979 Mingus.
Les artistes invités sur River sont Leonard Cohen, Tina Turner, Norah Jones, Corinne Bailey Rae, Luciana Souza et Mitchell elle-même.
L'album prend la cinquième place dans le Billboard 200 après une énorme hausse des ventes après les Grammy Awards, à la 61e place en Suisse, à la 70e position en France et à la 83e aux Pays-Bas.

## Grammy Awards
Le 10 février 2008, l'album gagne le prix de l'album de l'année et le prix du meilleur album de jazz contemporain lors de la 50e cérémonie des Grammy Awards, ce qui surprend le monde de la musique. Il était en concurrence avec Kanye West, Foo Fighters, Amy Winehouse, et Vince Gill. River est le premier album jazz à remporter le prix du meilleur album en 43 ans et seulement le second dans l'histoire du prix ; le premier était Getz/Gilberto de Stan Getz et João Gilberto en 1965,. La piste Both Sides Now est également nommé pour le meilleur solo instrumental jazz.

## Liste des pistes
Toutes les chansons ont été écrites par Joni Mitchell sauf indication contraire.
1. Court and Spark avec Norah Jones
2. Edith and the Kingpin avec Tina Turner
3. Both Sides Now
4. River avec Corinne Bailey Rae
5. Sweet Bird
6. The Tea Leaf Prophecy (Lay Down Your Arms) avec Joni Mitchell
7. Solitude (Eddie DeLange, Duke Ellington, Irving Mills)
8. Amelia avec Luciana Souza
9. Nefertiti (Wayne Shorter)
10. The Jungle Line avec Leonard Cohen

Pistes bonus
La version exclusive de l'album sur amazon.com présente deux pistes bonus:
1. A Case of You – 7:36
2. All I Want – 4:15
  - avec Sonya Kitchell

La version numérique sur l'iTunes Store ainsi que sur Deezer présente également deux pistes bonus:
1. Harlem in Havana
2. I Had a King

## Crédits
- Herbie Hancock – piano
- Wayne Shorter – saxophone soprano et ténor
- Dave Holland – basse
- Lionel Loueke – guitare
- Vinnie Colaiuta – batterie
- Larry Klein - basse sur All I Want